# Северный сельский округ (Восточно-Казахстанская область)
Северный сельский округ — административно-территориальное образование в Зыряновском районе Восточно-Казахстанской области.

## Населённые пункты
Северный сельский округ был создан в 1959 году. В состав Северного сельского округа входит 3 села: Феклистовка (403 жителя), Северное (209 жителей), Ермаковка (45 жителей). Аким округа — Воробьёва Галияш Абыкеевна

## Экономика
16 ТОО и крестьянских хозяйств округа выращивают зерновые и подсолнечник. В личных подсобных хозяйствах выращиваются КРС, МРС, свиньи, птица; выращивается картофель и овощи.
На территории округа 2 школы: смешанная русско-казахская средняя школа в с. Феклистовка, и основная средняя школа в с. Северное. Имеется библиотека, три фельдшерско-акушерских пункта.